# Вологодское епархиальное женское училище

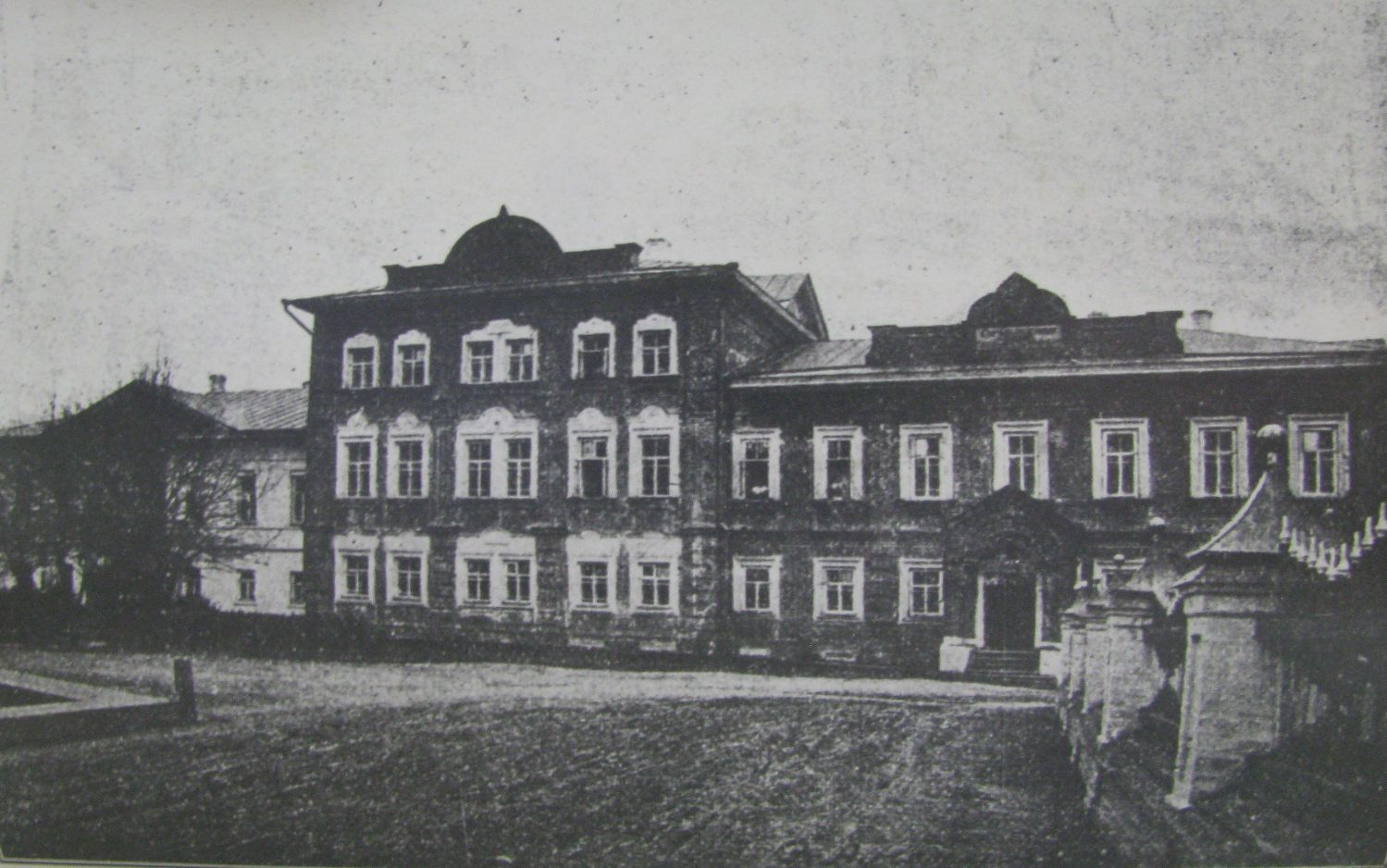
Первое здание женского училища в Горне-Успенском монастыре, конец XIX века

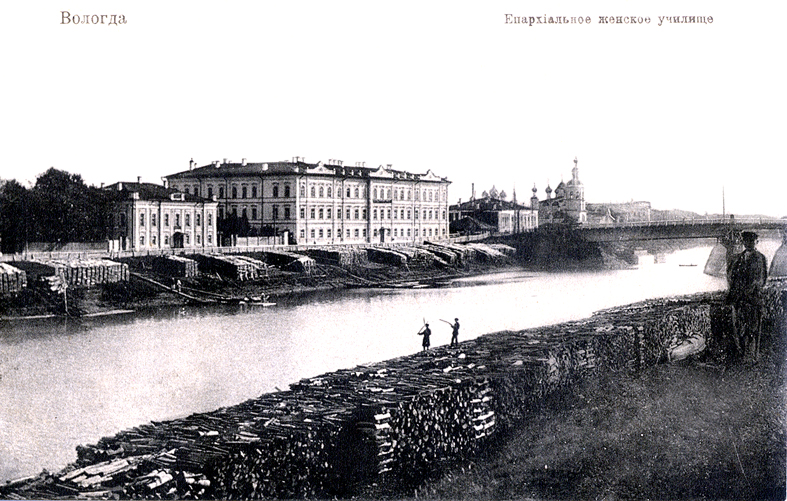
Здание училища на Златоустинской набережной, начало XX века

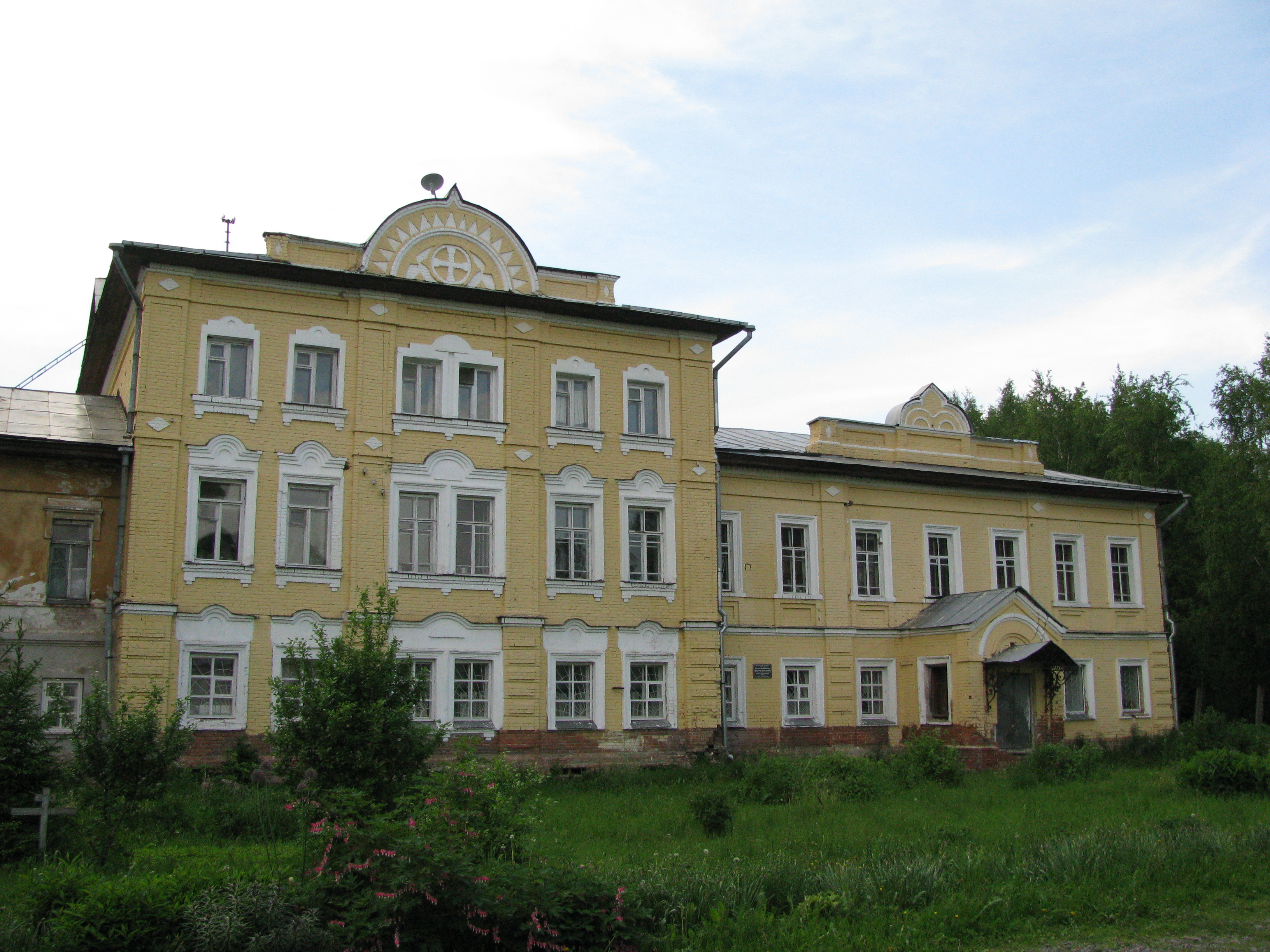
Здание училища в Горне-Успенском монастыре, 2009 год

Вологодское епархиальное женское училище официально существовало в Вологде с 1888 год по 1918 год.

## Предыстория
Впервые мысль о создании училища была высказана преподобным Христофором 7 ноября 1862 года:
…при семъ я не оставляю еще питать себя лестною надеждою, что доброй, благоразумной и расположенной ко благу церкви игуменіи Смарагдѣ Милостливый Господь Богъ поможетъ мало по малу осуществить задушевную мою мысль о заведеніи и открытіи во ввѣренной управленію ея обители первоначально хотя малаго училища для сирыхъ и бѣдныхъ дѣвицъ духовнаго званія.
Но сиротский приют появился только в 1869 году, когда игуменья Севастиана по совету и с благословения преосвященного Палладия приняла на полное попечение 10 девочек, в основном сирот духовенства.
Изначально приют размещался в игуменском доме, но вскоре было решено построить для него двухэтажный дом, который был заложен 25 сентября 1870 года в день преподобного Сергия Радонежского, храмовый праздник теплой монастырской церкви. Строительство началось в 1871 и завершилось в 1873 году.
К началу 1880-х количество воспитанниц возросло до сорока пяти в год, поэтому было решено соединить игуменский дом и здание приюта, достроив новый трёхэтажный корпус. Строительство велось на средства преосвященного Феодосия (до 10 тысяч рублей), и ещё 9,5 тысяч рублей он потратил позже на его обустройство.
Полный курс обучения в приюте был шестилетним: три класса, по два года каждый. Преподавались чтение, письмо, «Закон Божий», объяснение богослужения, священная и отечественная история, русский язык, география, арифметика, пение и рукоделие. Всего с 1873 по 1888 год за 7 выпусков было выпущено 106 воспитанниц.

## Образование училища
В 1888 году епископом Феодосием приют был преобразован в епархиальное женское училище. На его устройство Феодосий пожертвовал около 20 тысяч рублей и выделил капитал в 10 тысяч рублей, с которых шли проценты на содержание приюта. В 1902—1903 годах училище переехало в новое здание на Златоустинской набережной (сейчас набережная VI армии, 113/ул. Чернышевского, 1), а на его месте был устроен детский приют. Училище закрылось в 1918 году.

## Обучение
В училище преподавались следующие предметы:
- Закон Божий
- Священная история
- Катехизис
- История православной церкви
- Русский язык
- Арифметика
- Геометрия
- Физика
- География
- Гражданская история
- Педагогика
- Чистописание
- Церковное пение
- Рисование
- Рукоделие

Выпускницы получали аттестат на звание домашней учительницы, и половина из них преподавали в церковно-приходских школах.

## Число воспитанниц
| Год  | Общее число | В том числе инословных | В том числе своекоштных | Комментарий                      |
| ---- | ----------- | ---------------------- | ----------------------- | -------------------------------- |
| 1873 | 25          | 3                      | 3                       | [ 9 ]                            |
| 1874 | 27          | 3                      | 6                       | [ 9 ]                            |
| 1875 | 28          | 3                      | 4                       | [ 9 ]                            |
| 1876 | 28          | 2                      | 8                       | Первый выпуск: 6 воспитанниц     |
| 1877 | 37          | 2                      | 8                       | [ 9 ]                            |
| 1878 | 42          | 2                      | 11                      | Второй выпуск: 10 воспитанниц    |
| 1879 | 45          | 5                      | 11                      | [ 9 ]                            |
| 1880 | 45          | 5                      | 14                      | Третий выпуск: 15 воспитанниц    |
| 1881 | 52          | 2                      | 11                      | [ 9 ]                            |
| 1882 | 52          | 2                      | 11                      | Четвёртый выпуск: 16 воспитанниц |
| 1883 | 57          | 2                      | 12                      | [ 9 ]                            |
| 1884 | 58          | 2                      | 8                       | Пятый выпуск: 17 воспитанниц     |
| 1885 | 66          | 2                      | 8                       | [ 9 ]                            |